# Mikhaïl Kalinine
Pour les articles homonymes, voir Kalinine.
Mikhaïl Ivanovitch Kalinine (en russe : Михаил Иванович Калинин), né à Vierkhniaïa Troïtsa le 7 novembre 1875 (19 novembre dans le calendrier grégorien) et mort à Moscou le 3 juin 1946, est un révolutionnaire, homme politique et dirigeant soviétique, président du Præsidium du Soviet suprême, et donc dirigeant de jure de la RSFS de Russie, puis de l'Union soviétique de 1919 à 1946.
Né dans une famille paysanne pauvre, il travaille comme métallurgiste à Saint-Pétersbourg et participe à la révolution russe de 1905 où il rejoint les bolcheviks. Pendant et après la Révolution d'Octobre, il est maire de Petrograd, puis devient le chef du nouvel État soviétique, membre du comité central du parti et du Politburo.
L'ancienne ville de Königsberg, en Prusse orientale, annexée par l'Union soviétique en 1945, est rebaptisée Kaliningrad en son honneur un an plus tard. Les villes de Tver et Korolev en Russie sont également renommée Kalinine et Kaliningrad respectivement jusqu'en 1990 et 1996.

## Biographie

### Origine et activité révolutionnaire
Né dans le village de Verkhnyaya Troitsa (Верхняя Троица), issu d'une famille russe paysanne pauvre, Kalinine travaille dans les champs avec son père jusqu'à 13 ans. À 10 ans, un vétéran lui apprend à lire et à écrire, lui permettant d'entrer dans une école primaire dirigée par une famille de propriétaires fonciers locaux l'année suivante. Une fois l'école terminée, sa famille l'emmène à Saint-Pétersbourg pour travailler comme valet de pied, sans succès. 
À 16 ans, il devient apprenti dans une usine de cartouches, puis deux ans plus tard opérateur de tour dans les usines Poutilov, où il adhère au Parti ouvrier social-démocrate de Russie dès sa fondation en 1898 et rejoint en 1905 la faction bolchévique partisane des théories de Vladimir Lénine. 
Arrêté et exilé pour la première fois en 1899, il fait la connaissance de Joseph Staline l'année suivante à Tiflis (Tbilissi), ville où ils militent ensemble. Peu après, il participe aux actions révolutionnaires du parti lors de la révolution russe de 1905 dans la capitale. Quelques années plus tard, il retrouve Staline en 1912 au bureau russe du comité central et collabore alors à la fondation du journal la Pravda. Arrêté à Petrograd en 1916, exilé en Sibérie orientale, il est libéré par la révolution de Février. Il se déclare alors favorable à un soutien critique au gouvernement provisoire et opposé aux « thèses d'avril » de Lénine.

### Dirigeant de l'URSS

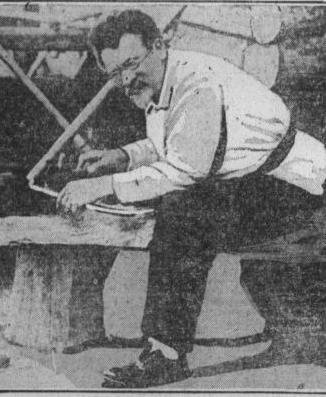
Kalinine dans son village natal le 22 09 1922.

Lors du passage à l'insurrection, il adopte une attitude temporisatrice. Après la révolution d'Octobre, il devient maire de Petrograd et l'un des membres du Comité exécutif central (CEC), puis membre du Bureau politique du parti. La mort de Sverdlov lui permet de devenir Président du CEC, c'est-à-dire en position (nominale) de chef de l'État. Ce choix aurait été fait au nom des origines rurales de Kalinine, Lénine désirant renforcer les liens entre la classe ouvrière et la paysannerie. Quoi qu'il en soit, il conserve ce poste durant 23 ans (si on compte à partir de la création de l'URSS et l'instauration de la présidence du Présidium du Soviet qui lui échoit alors), jusqu'à sa démission quelques mois avant son décès.
Pendant la guerre civile, il organise le train d'agitation de la révolution d'Octobre qui a pour objectif de rallier ouvriers et paysans aux « rouges ». Pendant toute la suite de sa carrière politique, Kalinine est membre (suppléant ou titulaire) du Politburo et soutient Staline, sauf en 1929-1930 où il apparait, très timidement, proche de l'opposition de droite et réticent à la collectivisation et la dékoulakisation. Il argumente d'ailleurs contre Staline sur ce point et est accusé par ce dernier de « défendre les koulaks » ; Staline lui gardera rancœur de cette opposition.
À l'été 1930, il est mis en cause par Staline pour détournement de fonds au profit d'une jeune ballerine. Kalinine demande pardon, mais Staline l'attaque de nouveau en septembre, l’accusant de fréquenter ce « scélérat » de Rykov. Il est de nouveau pardonné mais ne s'oppose plus jamais à Staline.
Ce « vieux bolchévique » extrêmement populaire et parait-il inoffensif — il est surnommé « papa » et le « doyen de village pansoviétique » — symbolise, à la tête de l'État, la permanence de la tradition révolutionnaire.
Simon Sebag Montefiore le décrit comme un « ex-paysan au regard doux, portant des lunettes rondes, un bouc et des moustaches tombantes ».

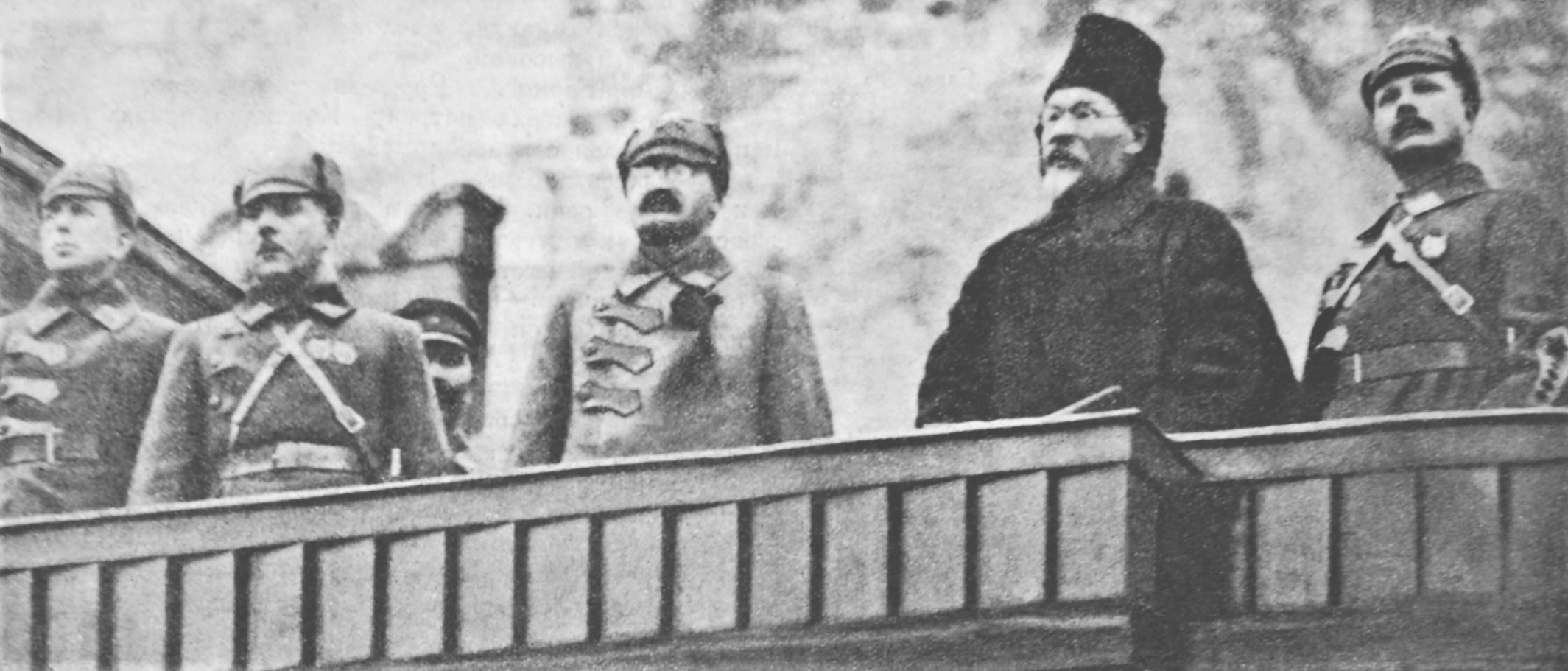
Bubnov, Voroshilov, Trotsky, Kalinine, et Frounze, défilé militaire de l'anniversaire de la Révolution d'Octobre, 7 11 1924.

Sa femme Ekaterina est arrêtée et déportée en octobre 1938, pour des paroles critiques envers Staline. Elle n'est libérée du Goulag qu'en 1946, l'année du décès de son mari. Impuissant à aider sa propre épouse, Kalinine l'est tout autant pour répondre aux multiples appels à l'aide qui lui parviennent de toutes parts, à l'exemple de Nadejda Kroupskaïa, l'épouse de Lénine, elle aussi beaucoup sollicitée. Sa popularité est réelle comme le montre le courrier abondant qu'il reçoit de beaucoup de citoyens soviétiques de base qui ont longtemps persisté à voir en lui un recours. L'historienne Sheila Fitzpatrick mentionne qu'entre 1923 et 1935, son cabinet est l'objet de plus de 1,5 million de demandes d'aide écrites et orales. Elle souligne que Kalinine, du moins avant les Grandes Purges de 1937, est un des dirigeants les plus compréhensifs et serviables auprès de la population soviétique. 

### Seconde guerre mondiale
Le 5 mars 1940, Kalinine est un des responsables soviétiques avec les autres membres du Politburo (Staline, Vorochilov, Mikoïan, Molotov, Kaganovitch) qui, à la demande de Lavrenti Beria, chef du NKVD, décident d’appliquer la peine de mort par fusillade à 25 700 « prisonniers polonais, anciens officiers, fonctionnaires, agents de police, agents de renseignement, gendarmes […], membres de diverses organisations contre-révolutionnaires d’espions et de saboteurs », sans comparution devant des tribunaux, ni acte d’accusation, faits prisonniers par l'Armée rouge,,. Cet ordre a été retrouvé : il s'agit d'une lettre dont la première page porte le terme russe : « За » (oui, d'accord) dans la marge, accolé aux noms de Kalinine et de Kaganovitch : ceux-ci, absents de la réunion,, ont par la suite approuvé la décision.

### Fin de vie
Kalinine reste président du présidium du Soviet suprême de l'URSS jusqu'à sa démission le 19 mars 1946, très peu de temps avant sa mort d'un cancer le 3 juin de la même année à Moscou. Il eut droit à des funérailles nationales et fut enterré dans la nécropole du mur du Kremlin (en),.

## Postérité et hommages

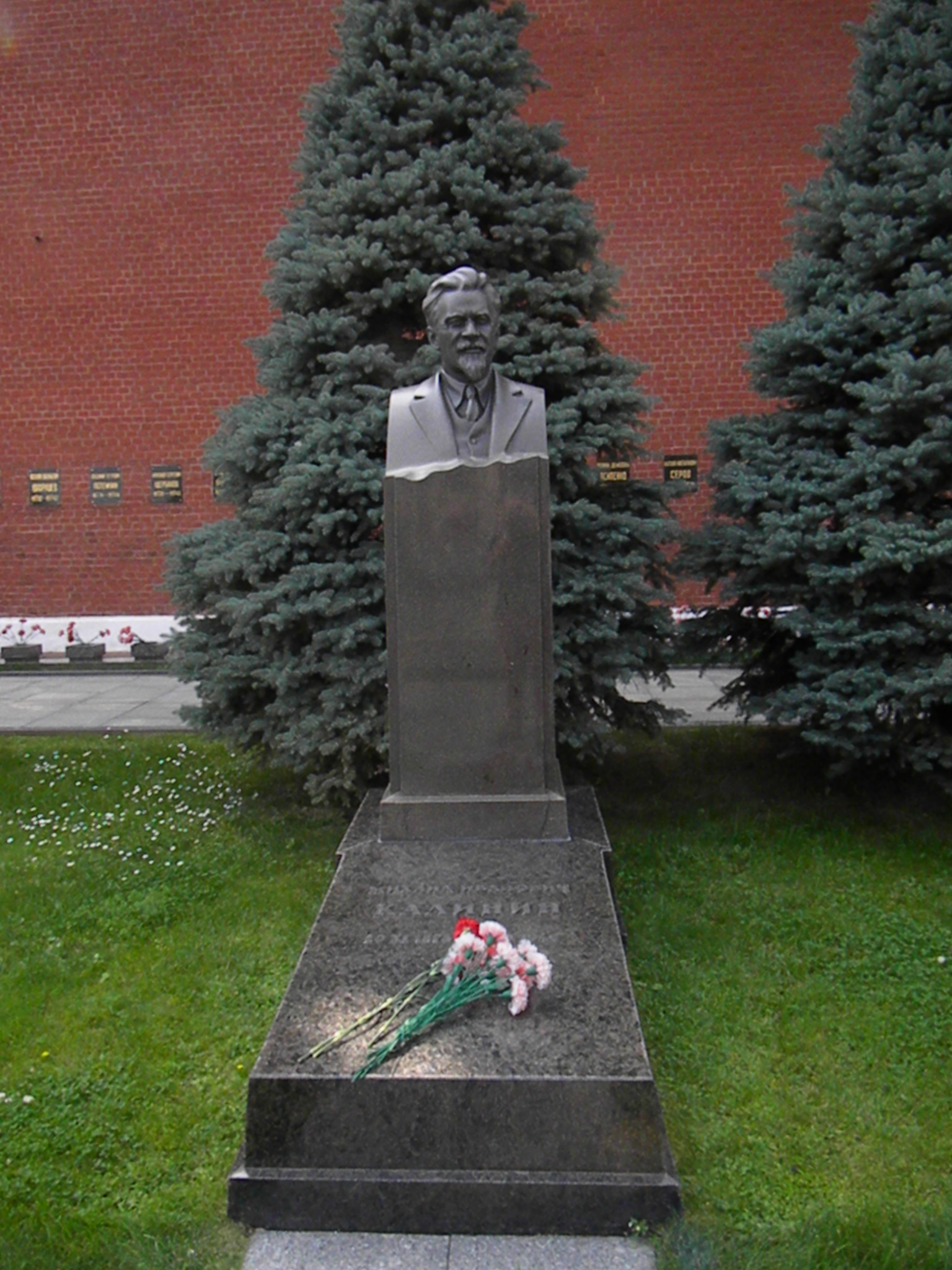
Tombe de Kalinine à la nécropole du mur du Kremlin

Les autorités soviétiques, reprenant la tradition impériale russe, avaient pris habitude d'honorer les principaux dirigeants du parti décédés — et parfois vivants — en donnant leur nom à des villes : ainsi de Lénine (Léningrad, Oulianovsk, Leninabad), de Sverdlov (Sverdlovsk), de Dzerjinski (Dzerjinsk, Dnieprodzerjinsk), de Frounze (Frounze), Joseph Staline (pour Stalingrad, Stalino, Stalinabad), etc. L'URSS ayant annexé, après la Seconde Guerre mondiale, la partie nord de l'ancienne Prusse-Orientale, la capitale Königsberg fut renommée Kaliningrad. Ce nom lui est resté depuis lors, à l'inverse de Tver, sa ville natale, et Korolev, nommées Kalinine et Kaliningrad, en 1931 et 1938, de son vivant, ont retrouvé leurs anciens toponymes en 1990 et 1996.
Le nom de Kalinine a aussi été attribué à titre honorifique à la 2e division de fusiliers motorisés de la Garde, unité d'élite de l'armée de terre russe, en 1946.

## Distinctions
- Ordre de Lénine
- Ordre du Drapeau rouge